# Rule the World (canção de 2 Chainz)
"Rule the World" é uma canção do rapper norte-americano 2 Chainz, gravado para seu quinto álbum de estúdio Rap ou Go to the League (2019). A música conta com a participação da cantora norte-americana Ariana Grande. Foi lançado em 19 de março de 2019 como o segundo single. Ela tem uma amostra da canção "Why Don't We Fall in Love" por Amerie.